# Феофан Византийский
Феофа́н Византи́йский (греч. Θεόφανης) — византийский историк, живший во второй половине VI века.
Составленная Феофаном хроника в десяти книгах описывает историю Восточной империи в период с 562 по 581 год, рассказывая, в основном, о войне с персами при Юстине II. Известная только по Библиотеке патриарха Фотия, хроника Феофана даёт нам ценные сведения о восточных соседях Византии — Персии, Армении и других народах Кавказа. Из неё мы узнаём об отношениях персов с турками, о Тбилиси, а также версию о появлении шелковичных червей в Византии, отличающуюся от той, которая известна нам по рассказу Прокопия. Некий перс, рассказывает он, пришёл из земли серов, принеся с собой зёрна, то есть яйца червей. Из этих зёрен весной вылупились черви, которые питались листьями тутового дерева, дали шёлк и затем прошли трансформацию.